# Girl group

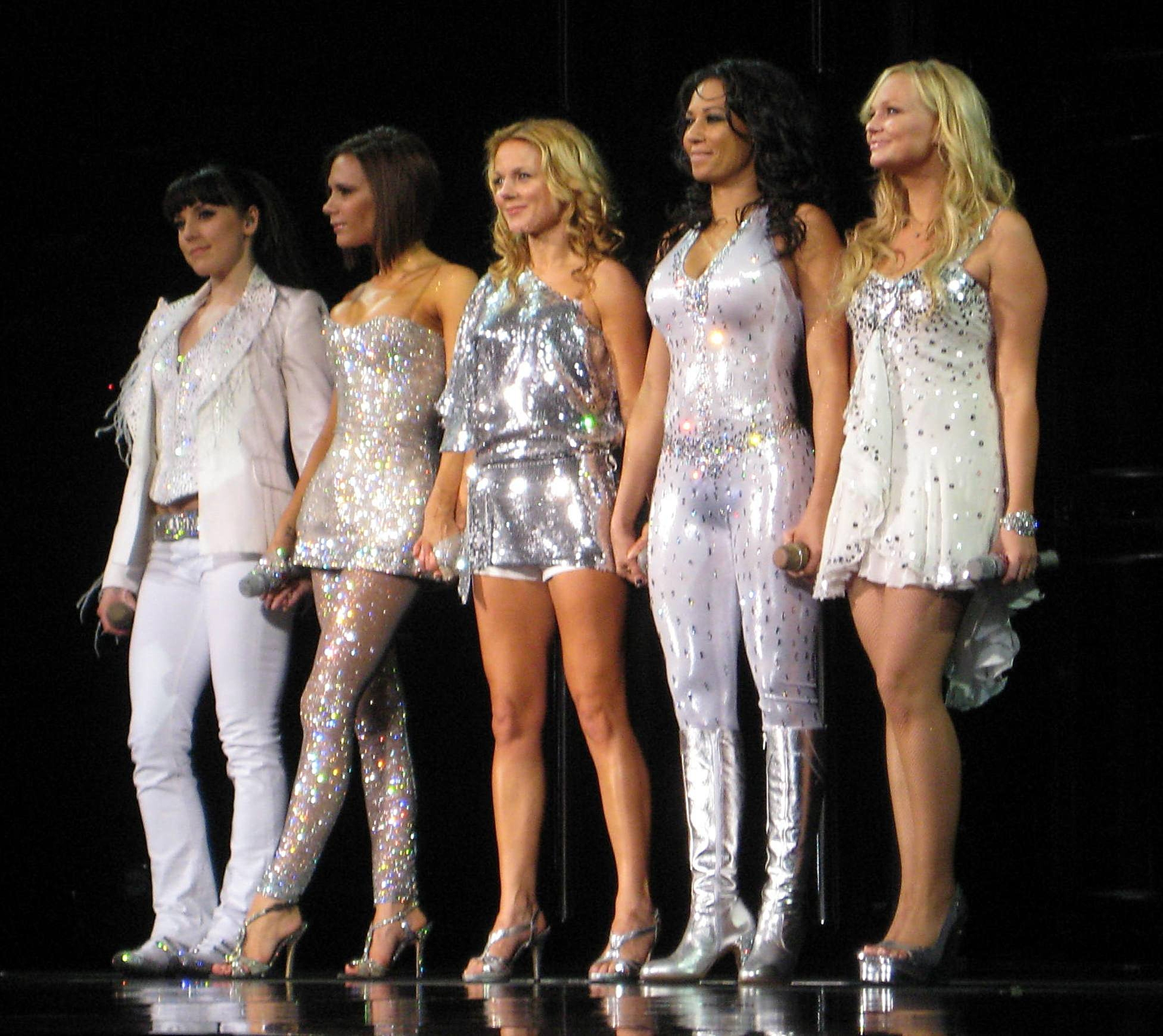
Spice Girls

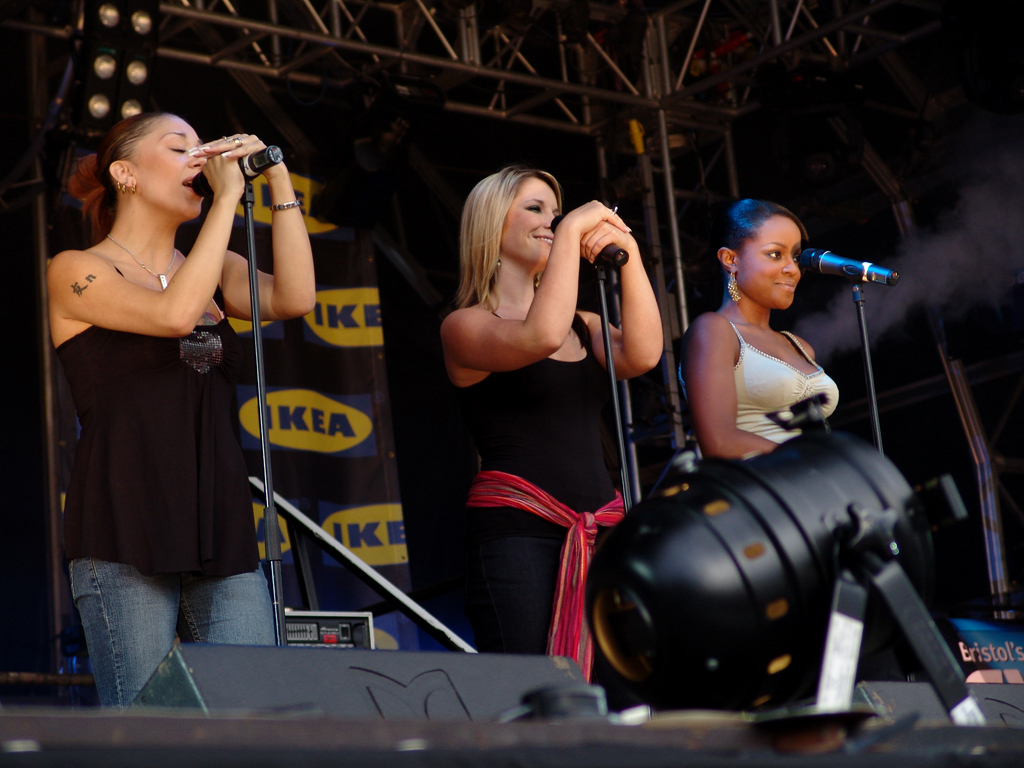
Sugababes

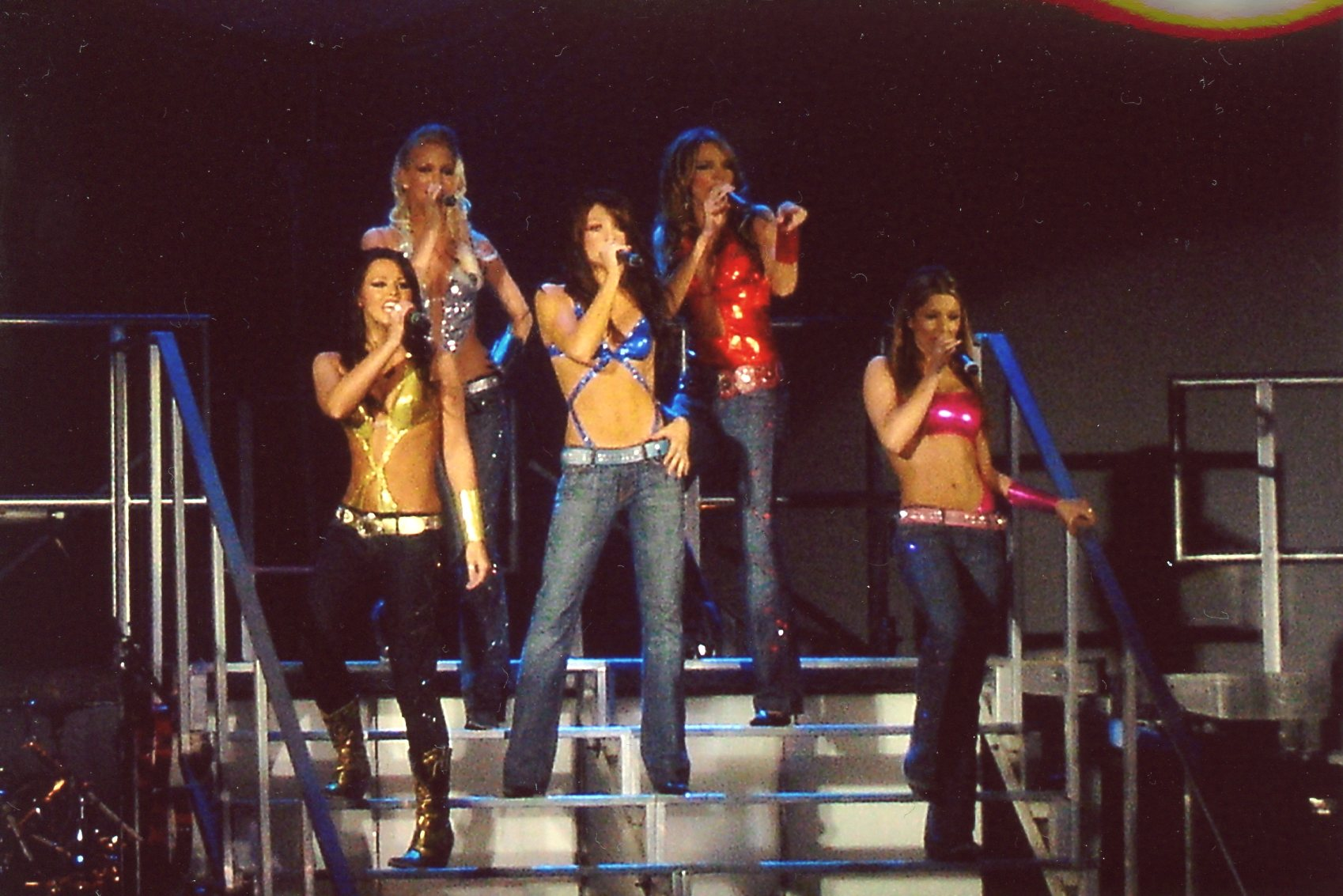
Girls Aloud

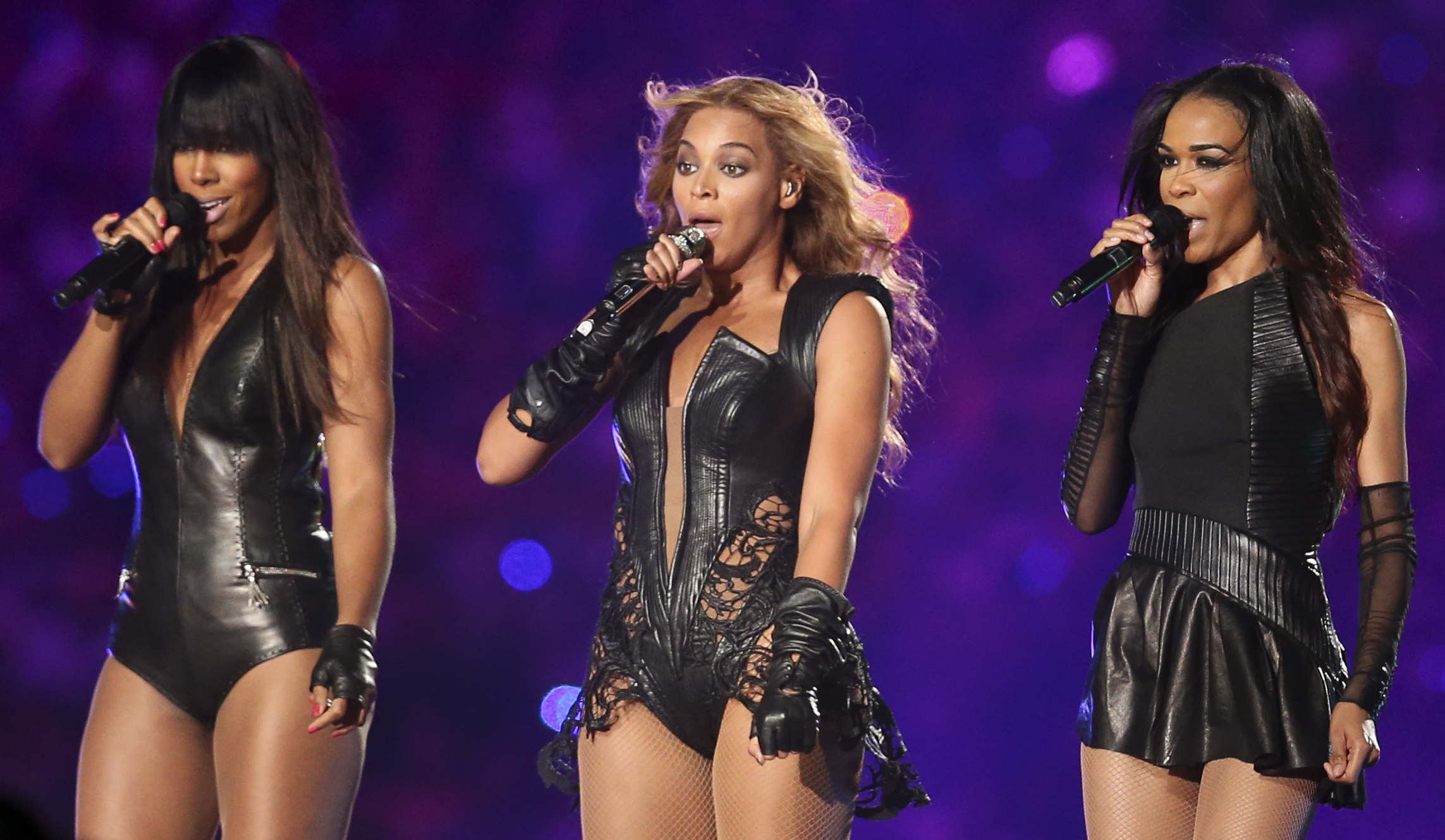
Destiny's Child

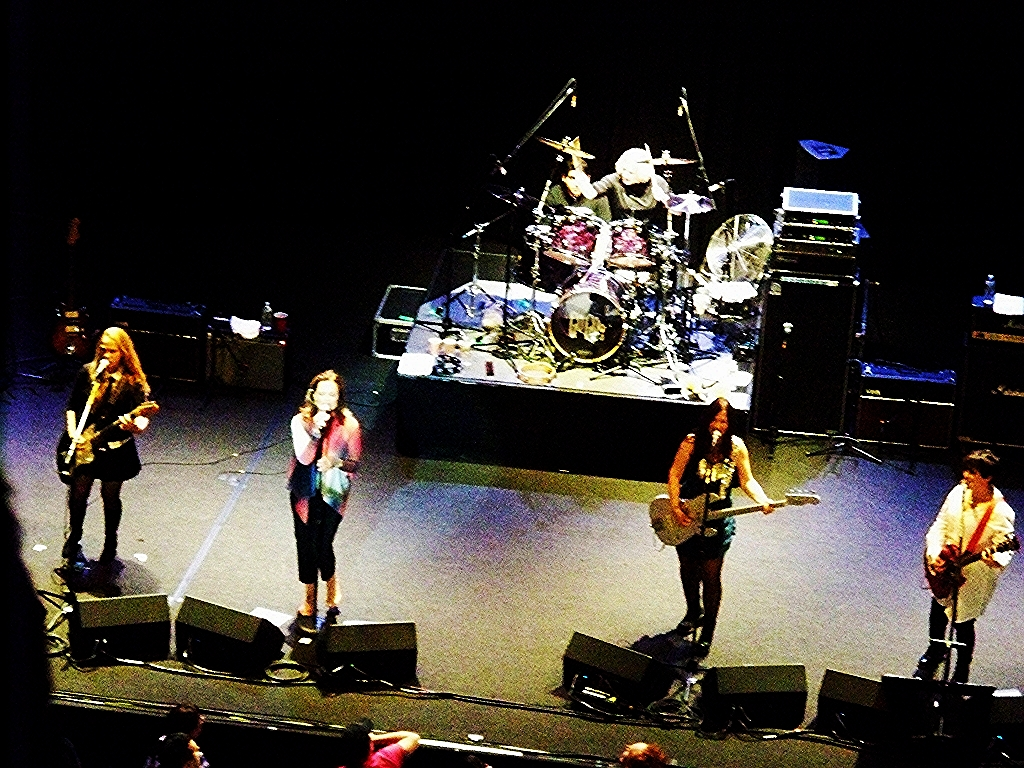
The Go-Go's

Girl group è la locuzione di lingua inglese che identifica - nel linguaggio musicale - gruppi (vocali o strumentali o, più raramente, misti) composti esclusivamente da musiciste e/o cantanti di genere femminile. Il termine è nato all'interno della cultura popolare statunitense, anche se è poi entrato nel gergo internazionale adottato tanto dalla critica quanto dagli appassionati di musica.
I girl group erano particolarmente attivi e popolari - anche grazie alla massiccia promozione da parte delle case discografiche - nei primi anni sessanta. Il loro repertorio era costituito inizialmente da una forma ibrida di musica pop tradizionale, doo-wop e rhythm and blues, per poi estendersi negli anni successivi ai generi country (dell'est europeo è originario il gruppo delle Country Sisters) e disco music.

## Storia
La storia dei girl group non è recente come si potrebbe essere portati a ritenere, ma affonda le sue radici negli anni trenta quando gruppi femminili si esibivano sulle scene dei music-hall in numeri di vaudeville cantando canzoni volutamente sciocche adoperando parole assurde espresse con stile burlesque.
Le Boswell Sisters registrarono i loro primi dischi nel 1930 per la casa discografica Brunswick Records. Si distinguevano per il fascino delle loro interpretazioni e l'alta qualità degli arrangiamenti musicali: si separarono dopo pochi anni, nel 1936, ma furono ben presto rimpiazzate dalle Andrews Sisters. Inizialmente tribute band delle più note Boswell, acquisirono rapidamente una propria notorietà fino a giungere ad incidere una trentina di motivi di successo nell'arco di una quindicina d'anni, ossia fino alla separazione avvenuta nel 1953. Le Chordettes furono un altro gruppo vocale femminile di quel periodo, autrici di uno dei primi grandi hit degli anni cinquanta, Mr. Sandman (inciso nel 1954).
Il singolo Maybe, delle Chantels, pubblicato all'inizio del 1958, è il primo disco ufficiale che vede protagonista un girl group. Ad esso seguirà una miriade di 45 giri pubblicati dalle varie etichette come vera e propria invasione capillare del mercato discografico di impronta giovanile. È l'epoca detta del one hit wonders (un gruppo, un successo): Mr. Lee delle Bobbettes, Born to late delle Poni-Tails, Chains delle Cookies.

### 1961-1966: l'età d'oro
Il 20 novembre 1960, a due settimane dalla sua distribuzione nei negozi di dischi, il singolo delle Shirelles Will You Love Me Tomorrow raggiunse il primo posto delle Charts Pop in Stati Uniti (e la seconda posizione nella speciale classifica dei motivi R&B); l'anno seguente venne premiato con il disco d'oro, così come Dedicated to the one I love e Tonight's the night, altri due singoli del gruppo pubblicati nuovamente dalla casa discografica dopo l'ottimo andamento di vendite del primo motivo.
Questo successo apre la strada a una vera e propria moltitudine di gruppi di giovani cantanti, sia in veste solista che, appunto, di girl group, o che semplicemente ne adottano i gusti, lo stile, nella sostanza, l'estetica. In via secondaria, ma non marginale, tutto ciò viene ulteriormente a restituire importanza ai ruoli del produttore musicale e degli autori compositori (figure che diventano spesso intercambiabili).

### Anni 1980: la ripresa
Negli anni ottanta ci fu un ritorno sulle scene di band femminili di grande popolarità: Bangles, First Choice, Bananarama, Runaways, Sister Sledge, Pointer Sister, Cover Girls, Silver Convention, che contribuirono alla nascita del fenomeno, che continuò negli anni novanta e duemila.

### 1990-presente: R&B e pop-dance
Negli anni novanta le girlband sono tornate in auge con gruppi come le Spice Girls e le Destiny's Child, pur annoverando la presenza delle TLC e altri piccoli gruppi principalmente negli Stati Uniti  e nei paesi anglofoni, dove successivamente si aggiungono a metà degli Anni '00 con grande successo internazionale le Pussycat Dolls. A seguito del loro scioglimento, nessun altro gruppo americano femminile ha raggiunto un successo tale a livello nazionale o, ben che meno, internazionale. Solo dal 2012, le Fifth Harmony, formatesi quell'anno nel programma The X Factor USA, hanno raggiunto un successo di proporzioni significanti.
Sulla scia del successo commerciale e dell'influenza culturale delle Spice, un numero crescenti di girlband britanniche ha iniziato ad emergere, e possono essere considerate protagoniste minori della scena musicale dominata delle Destiny's Child. Arrivano al successo così le Atomic Kitten, Girls Aloud, All Saints, Sugababes, Mis-Teeq, tutti gruppi con un grande successo, soprattutto in alcuni singoli. Anche in questo caso, dopo lo scioglimento progressivo dei vari gruppi, pochi hanno raggiunto un successo di dimensioni rilevanti, come le The Saturdays e le Little Mix.
Dopo la separazione delle Fifth Harmony, avvenuta nel 2017,  l'unica girlband di successo mondiale attuale rimane quella delle Little Mix, segnando ancora la fine di un'era del mercato occidentale.
Tutt'altro discorso riguarda il fenomeno del K-pop e la nascita di gruppi coreani e asiatici femminili di notevole successo come 2NE1, Girls' Generation, Blackpink.

## Caratteristiche
Le canzoni dei girl group erano e sono ancora generalmente connotate da musiche dolci e suadenti che enfatizzano l'ingenuità tipicamente adolescenziale propria, nella maggior parte dei casi, delle componenti di questo tipo di formazioni musicali. Specialmente agli inizi erano in grado di produrre una facile presa sul pubblico giovane che alla fine degli anni cinquanta si sentiva orfano (artisticamente) di Elvis Presley, partito per l'Europa per espletare il servizio di leva, e non ancora in odore di beatlesmania.
Melodie avvolgenti, testi semplici fino all'ingenuità, vocalità serafiche espresse da giovani donne affascinanti anche se poco più che adolescenti, ovvero pressappoco dell'età di coloro che ascoltano questo genere di musica (non occasionalmente appartenenti alla maggiore fascia di acquirenti di prodotti discografici) sono l'amalgama in grado di favorire l'identificazione fra artista ed ascoltare e il senso di appartenenza ad un unico gruppo sociale di target giovanile.

## Formazioni
I girl group sono generalmente composti da tre o quattro voci femminili che vocalizzavano coralmente. Le voci soliste, spesso, provengono da un determinato genere musicale e i ruoli all'interno del gruppo sono rigorosamente definiti: cori funzionali ad una voce solista, solitamente quella maggiormente dotata vocalmente, che interpreta il pezzo per intero.

## Sonorità
Il suono prodotto dai girl group è sovente l'esito di influenze e competenze combinate di tutti i soggetti coinvolti nella produzione di musica e canzoni. Sonorità ben definite che, alle origini, hanno contribuito a caratterizzare il rock and roll pionieristico degli anni che vanno dal 1954 al 1958. Le cantanti hanno radici rhythm and blues o gospel, mentre gli autori, compositori e produttori del mondo del pop spesso provengono da un'educazione classica. Si tratta di veri artisti che sono in gran parte garantiscono una piena efficienza del prodotto finale e una sua totale resa sul piano commerciale, pur restando spesso nell'ombra.

## Canzoni
Specie all'origine, i motivi dei girl group trattano generalmente questioni esistenziali legate all'età giovanile: dichiarazioni d'amore (Be My Baby delle Ronettes), il matrimonio (Chapel of Love, dei Dixie Cups), i ragazzi (He's a Rebel, delle Crystals), l'emarginazione (Locomotion,  secondo lo stile di Little Eva).
Ma l'adolescenza è anche l'età dell'ansia e dei primi tradimenti, della prima volta (Will You Love Me Tomorrow, ancora dalle Shirelles), delle delusioni d'amore (Where Did Our Love Go, delle Supremes). Alcune canzoni hanno un approccio prossimo alla malinconia, altre hanno un tono più improntato all'ottimismo (Past, Present and Future delle Shangri-Las). È possibile ravvisare in taluni motivi messaggio femminista ante-litteram (You Don't Own Me, da Lesley Gore). Problemi di identificazione e confusione di ruoli e di genere fanno talvolta capolino in testi di maggiore impegno (Johnny Get Angry, di Joanie Sommers), così come i giovani prendono coscienza di termini prima di allora inusuali (ci si riferisce qui sempre alla realtà di fine anni cinquanta), come masochismo (l'ambigua He Hit Me and It Felt Like a Kiss, ancora dalle Crystals).

## Etichette e case editrici

### Aldon Music
La Aldon Music è la casa editrice fondata nel 1958 da Don Kirshner e Al Nevins che disponeva delle migliori firme di autori di canzoni popolari. Il quartier generale era situato nel Brill Building di New York, al 1619 di Broadway: qui lavoravano gli autori-compositori Gerry Goffin  e Carole King con Barry Mann e Cynthia Weil, Howie Greenfield, Neil Sedaka, Jeff Barry, Ellie Greenwich, Doc Pomus, Mort Shuman, Jerry Leiber & Mike Stoller. In quella sede furono composti i successi da far incidere a The Shirelles, The Cookies, The Chiffons, Little Eva, ecc., soprattutto ai girl group seguiti da Phil Spector e alle Shangri-Las di Shadow Morton.

### Tamla Motown
La Tamla Motown - o meglio Motown Records - aveva sede a Detroit ed era conosciuta per il trio di autori Holland, Dozier & Holland, ma anche per Norman Whitfield, Barrett Strong, Nickolas Ashford, Valerie Simpson, Frank Wilson, Smokey Robinson, ecc. che scrissero diversi motivi destinati a gruppi femminili come Marvelettes, Velvelettes, Martha and the Vandellas, Diana Ross & The Supremes, Gladys Knight & The Pips.

### Philles Records
La Philles Records è un'etichetta fondata nel 1961 da Phil Spector e Lester Sill: dal 1962 venne guidata dal solo Spector il quale volle un controllo totale sulle registrazioni e sulle produzioni, seguite fase per fase. Sotto questa etichetta lavorarono le Crystals e le Ronettes.

### Red Bird Records
La Red Bird Records è una label fondata da Leiber e Stoller nel 1964. Chapel of love delle Dixie Cups è stato il primo disco divenuto n. 1 nelle classifiche di vendita pubblicato da questa etichetta. Dei trenta titoli che seguirono nei due anni successivi, undici si classificarono nella top 40.

## Produttori

### Phil Spector
Phil Spector è stato il produttore di Crystals, Darlene Love, Ronettes con cui ha potuto sviluppare l'effetto musicale chiamato wall of sound. I girl group sono stati per lui un mezzo per sviluppare vere e proprie mini-sinfonie  creando drammatizzazioni su canzoni pop, talvolta con climi wagneriani, la cui eco si avrà poi nelle musiche di gruppi come Beach Boys e Rolling Stones (attraverso Jack Nitzsche).

### Shadow Morton
La musica del girl group delle Shangri-Las prodotta da Shadow Morton era ispirata esplicitamente ai canoni del melodramma. Le loro canzoni integravano elementi della musica classica con elementi della musica-verità data da suoni reali.

### 1967: il declino
Dal 1966 i gruppi femminili statunitensi persero in fascino e popolarità per l'avvento della british invasion, del folk rock, della psichedelia, del funk (che nacque di lì a poco).
Lo Phil Spector contribuì ad un rinnovamento degli stili musicali dell'epoca, con il lancio di River Deep, Mountain High (Ike & Tina Turner). Ritirandosi nel 1967 dal circuito musicale, lascia cessare l'attività della Philles Records. Stessa sorte toccherà mesi dopo alla Red Bird con Shadow Morton che passerà a produrre rock psichedelico.
Nella Motown, solo le Supremes arriveranno a rivaleggiare, in termini di vendite, con i Beatles. Il gruppo diverrà accompagnatore stabile di Diana Ross, pur senza rinunciare ad una carriera da soliste, prima di sciogliersi nel 1969.
In linea generale, con la fine degli anni sessanta ed i primi anni settanta, lo stile girl group tramonta per lasciare spazio a voci femminile soliste interpreti di canzoni sofisticate easy listening, spesso costruite ed arrangiate in maniera anche complessa, da autori come Burt Bacharach e Hal David (già attivi ai tempi del Brill Building, quartier generale della Aldon Music). Le cantanti più rappresentative del periodo sono Dionne Warwick, Jackie DeShannon, Dusty Springfield, Cilla Black.

## Video musicali
Secondo il magazine statunitense Billboard, i 10 video clip più belli mai fatti nella storia delle girlband sono:
- Our Lips Are Sealed delle The Go-Go's
- Cruel Summer delle Bananarama
- Hold On delle Wilson Phillips
- My Lovin delle En Vogue
- None of Your Business delle Salt 'n Pepa
- Waterfalls delle TLC
- Wannabe delle Spice Girls
- Bills, Bills, Bills delle Destiny's Child

Il videoclip più visto nella storia dei girl group è Worth It delle Fifth Harmony, con oltre un miliardo di visite, record superato dalle stesse Fifth Harmony nel 2016, con la hit Work From Home.

## Cover
Diverse canzoni eseguite originariamente da girl group sono state poi riprese in cover da altri artisti. Si segnalano qui (tra parentesi l'artista originale):
- Please Mr. Postman (The Marvelettes) dei Beatles
- Chains (Cookies) dei Beatles
- Baby It's You (Shirelles) dei Beatles
- Boys (Shirelles) dei Beatles
- Keep Your Hands Off My Baby ( Little Eva) dei Beatles
- Then He Kissed Me (Crystals) dei Beach Boys (Then I Kissed Her) e del gruppo punk The Revolvers
- Da Doo Ron Ron (Crystals) di Johnny Hallyday
- Heatwave (Martha and the Vandellas) dei Who
- Our Day Will Come (di Ruby & the Romantics) di Isaac Hayes
- Baby I Love You (Ronettes) dei Ramones
- Give Him a Great Big Kiss (Shangri-Las) di Johnny Thunders (Great Big Kiss)
- Dancing in the Street (Martha & the Vandellas) di Mick Jagger e David Bowie
- You Can't Hurry Love (Supremes) di Phil Collins
- Be My Baby (Ronettes) di Sheila & B. Devotion (Comme aujourd'hui, nel 1987)
- Try Some, Buy Some (Ronnie Spector) di David Bowie